# Хромати природні
Хромати природні — клас мінералів, солей хромових кислот (H2CrO4) і деяких крупних катіонів (Pb2+, К+ , рідше Са2+). Хромати природні об'єднують близько 15 мінералів, видотвірними катіонами в яких найчастіше є Pb2+ рідше Сu2+, Zn2+, Са2+, K+, Na+, Ва2+. За структурою хромати близькі до сульфатів.
Головний мінерал класу — крокоїт. Одне з найбільших родовищ — Дундас (Тасманія), відоме своїми великими блискучими помаранчевими призматичними кристалами крокоїту.
Більшість хроматів кристалізується в системах нижчого порядку. Багато природних хроматів представлені змішаними солями: хромат-фосфати (ембреїт і вокелініт), хромат-арсенати (форнацит), хромат-силікати (гемігедрит і маквартит) та ін. Часто хромати представлені основними (гідроксо) солями та (або) кристалогідратами.
Утворюють дрібні призматичні, голкові або таблитчасті кристали і їх зростки, а також волокнисті, тонкозернисті і натічні агрегати, кристалічні кірки і ін. Кристалічна структура більшості природних хроматів острівна, з поодинокими (рідше здвоєними) [CrO4]-тетраедрами.
Для природних хроматів характерні яскраві жовті, помаранчеві і червоні кольори, викликані присутністю Cr6+. Твердість за шкалою Мооса 2,5—3,5; Густина від 2,05-3,6 у хромату калію, натрію і кальцію до 5,5-6,6 у хромату свинцю. Сингонія переважно моноклінна і триклінна. Форми виділення — дрібні призматичні, голчаті або таблитчасті кристали (часто зростки кристалів), волокнисті, тонкозернисті, натічні аґреґати, кристалічні кірки.
Хромати калію легко розчиняються у воді, тому їх можна знайти переважно в посушливих районах.
Походження природних хроматів, головним чином, гіпергенне. Більшість природних хроматів — рідкісні мінерали, які не мають практичного значення. Яскраво забарвлені хромати свинцю є пошуковими ознаками родовищ свинцево-цинкових руд.